# Arm

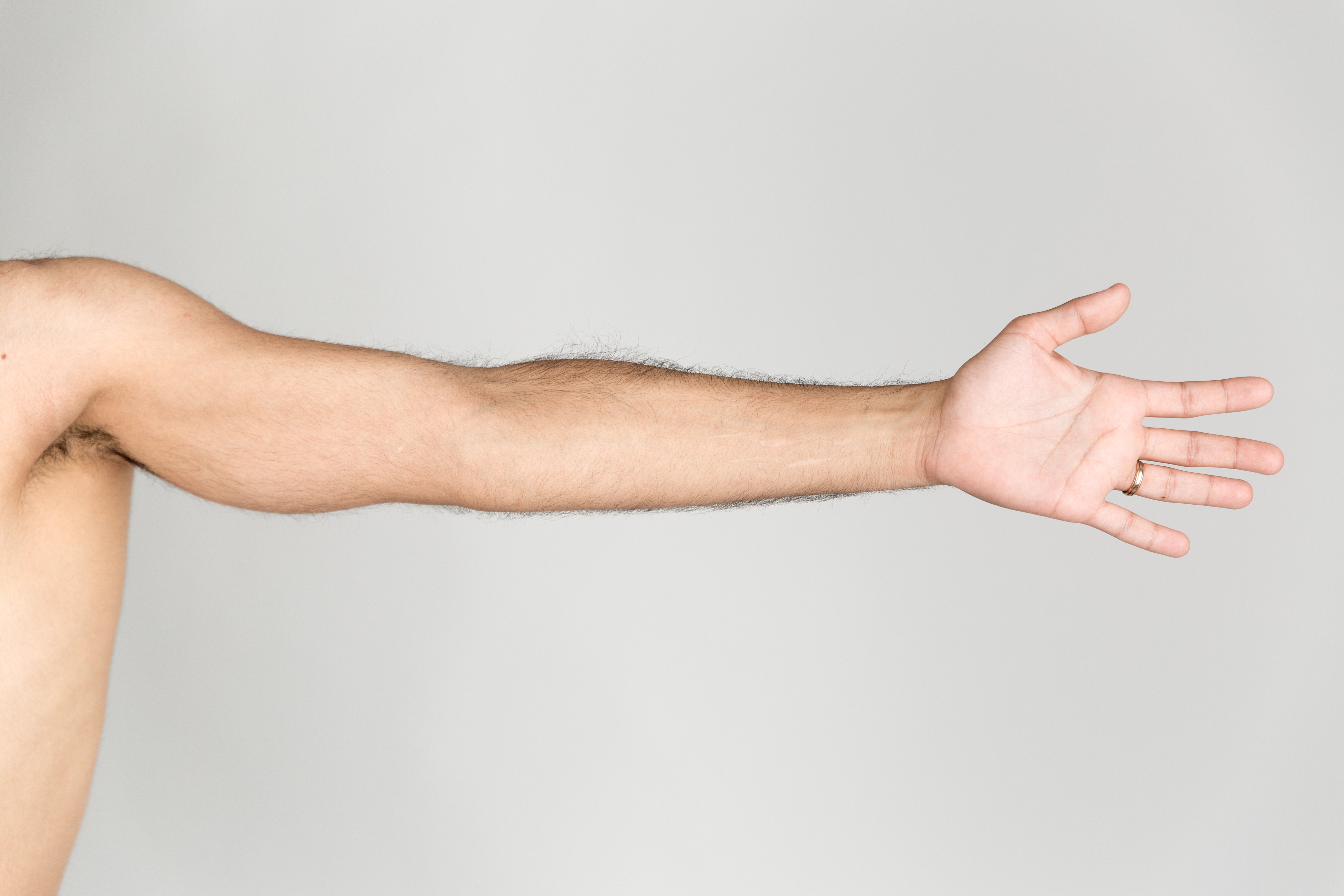
Ausgestreckter Arm eines Mannes

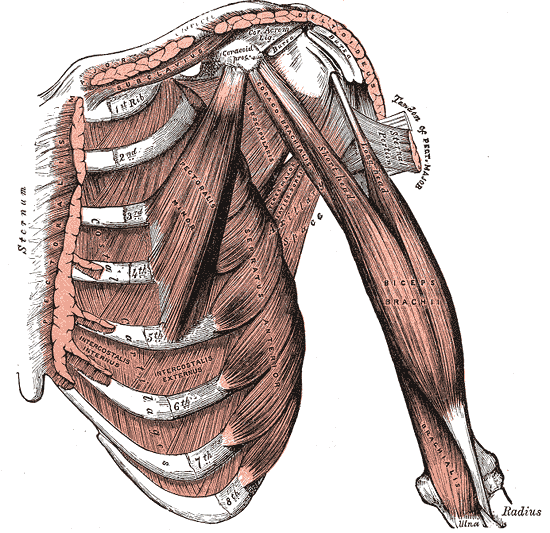
Armmuskulatur, Blick von vorne (Brust)

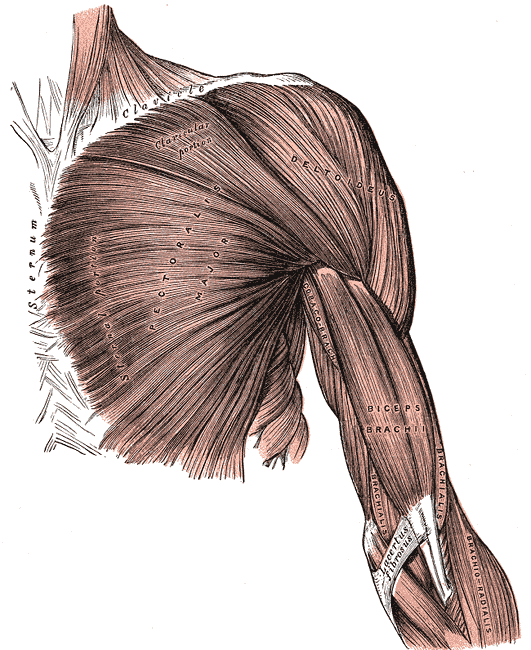
Armmuskulatur, Blick von vorne (Brust)

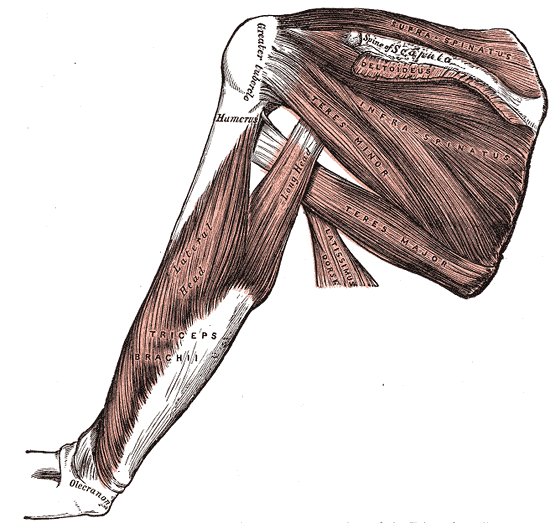
Armmuskulatur, Blick von hinten (Rücken)

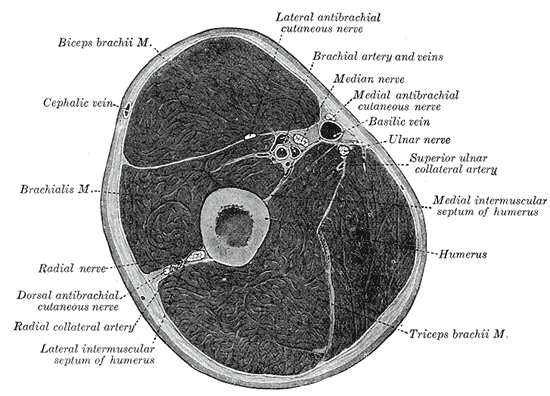
Schnitt durch den Arm

Der Arm des Menschen bildet zusammen mit dem Schultergürtel die obere Gliedmaße (Membrum superius), auch obere Extremität genannt. Die beiden Teile gehen in der Region der Schulter bzw. der Achselhöhle ineinander über. Da die Arme im Gegensatz zum Schultergürtel frei beweglich sind, werden sie auch die freien oberen Extremitäten genannt (Pars libera membri superioris). Die Hand ist ein Teil des Arms.
Durch die evolutionäre Weiterentwicklung aus der Vordergliedmaße der Tiere zum Greifwerkzeug umgewandelt, dienen die  Arme mit ihren Pendelbewegungen auch der Ausbalancierung des aufrechten Gangs. Indem jeder Arm nach rückwärts pendelt, wenn das ipsilaterale Bein vorwärts bewegt wird, und umgekehrt, bewegen sich die Längsachsen des Standbeines und des kontralateralen Armes annähernd parallel.
Bei den vierfüßigen Säugetieren wird der Arm als Vordergliedmaße (Membrum thoracicum) oder Schultergliedmaße bezeichnet, bei Vögeln als Flügel (Ala).

## Anatomie
Der Arm (pars libera membri superioris) wird untergliedert in:
1. Oberarm (Brachium)
2. Unterarm (Antebrachium),  bestehend aus:
  1. Elle (Ulna)
  2. Speiche (Radius)
3. Ellbogen-Region (Regio cubitalis): der Name leitet sich vom lateinischen cubitare für liegen ab (man stützt sich auf den Ellenbogen), die vor dem Ellbogengelenk liegende Region ist die Armbeuge oder Ellenbeuge.
4. Handgelenk-Region (Regio carpalis) bestehend aus den acht Handwurzelknochen (ossa carpi), die teilweise schon in der Handfläche liegen
5. Hand (Manus), bestehend aus:
  1. Handwurzel (Carpus)
  2. Mittelhand (Metacarpus)
  3. Finger (Digiti manus).[3]

## Funktion
Die obere Extremität des Menschen hat die größtmögliche Bewegungsfreiheit aller Körperteile, die durch die Beweglichkeit des Schultergelenks, des Ellbogengelenks, der Unterarmknochen zueinander, des Handgelenks sowie in weiterer Folge die Handwurzel- und Fingergelenke ihre Funktionsfähigkeit bedingen.

### Bewegungen im Schultergelenk
- Die Bewegung um eine sagittale Achse ermöglicht das Heranziehen des Arms von der Seite zum Körper und wird als Adduktion, jene seitlich vom Körper weg als Abduktion bezeichnet, wobei die Grenze letzterer Bewegung bei 90° erreicht und danach das weitere Heben des Arms zu dessen Elevation wird. Die entsprechenden Muskelgruppen werden Adduktoren, Abduktoren und Heber (Elevatoren) genannt.
- Als Anteversion wird das Heben des Arms um eine frontale Achse nach vorne, als  Retroversion die entgegengesetzte Bewegung nach hinten bezeichnet.
- Innen- und Außenrotation (Drehung nach innen bzw. außen) im Schultergelenk dienen der Unterstützung der Supination und Pronation im Unterarmbereich.

### Bewegungen im Ellbogengelenk und Unterarm
Die Beugung (Flexion) und Streckung (Extension) im Ellbogengelenk werden durch die Flexoren und Extensoren der entsprechenden Muskelgruppen ermöglicht. Aber auch die Wendebewegungen (Pronation und Supination) des Unterarms werden erst durch die Rotationsbewegung des Speichenköpfchens im Ellbogengelenk ermöglicht.

### Bewegungen im Handgelenk
Als Bewegungen im Handgelenk sind die Dorsalextension und Palmarflexion sowie die Ulnar- und Radialabduktion zu nennen.

### Bewegungen der Fingergelenke
Beugung, Streckung, Adduktion und Abduktion aller Finger sowie Opposition und Apposition nur des Daumens.

## Redewendungen
Als „langer Arm“ wird ein, gelegentlich im Hintergrund wirkender, mächtiger Einfluss einer Institution, einer Person oder anderer Einflussfaktoren bezeichnet, der über größere Distanzen von Zeit und Raum ausgeübt wird, z. B.
- „Der lange Arm des Gesetzes“;
- „Der lange Arm der Geschichte“;
- „Der lange Arm des Zufalls“, ein Film aus der TV-Reihe Tatort;
- „Der lange Arm der Mullahs. Notizen aus meinem Exil“ (1995), ein Buch des Lyrikers Said